# Zawonia (gmina)
Pour les articles homonymes, voir Zawonia.
Zawonia est une gmina rurale du powiat de Trzebnica, Basse-Silésie, dans le sud-ouest de la Pologne. Son siège est le village de Zawonia, qui se situe environ 10 km à l'est de Trzebnica, et 24 km au nord-est de la capitale régionale Wrocław.
La gmina couvre une superficie de 118,12 km2 pour une population de 5 453 habitants.

## Géographie
La gmina est bordée par les gminy de Długołęka, Krośnice, Oleśnica et Twardogóra.
La gmina contient les villages de Budczyce, Cielętniki, Czachowo, Czeszów, Głuchów Dolny, Grochowa, Kałowice, Kopiec, Ludgierzowice, Miłonowice, Niedary, Pęciszów, Pomianowice, Prawocice, Pstrzejowice, Radłów, Rzędziszowice, Sędzice, Skotniki, Stanięcice, Sucha Mała, Sucha Wielka, Tarnowiec, Trzemsze, Trzęsowice, Zawonia, Złotów et Złotówek.